# Rakovica (Bosnien och Hercegovina)
Rakovica är ett samhälle i Bosnien och Hercegovina. Det är beläget i entiteten Federationen Bosnien och Hercegovina, i den centrala delen av landet, 12 km väster om huvudstaden Sarajevo. Rakovica ligger 562 meter över havet och antalet invånare är 1 988.
Terrängen runt Rakovica är lite kuperad. Runt Rakovica är det ganska tätbefolkat, med 93 invånare per kvadratkilometer.. Närmaste större samhälle är Sarajevo, 12,4 km öster om Rakovica. 
Omgivningarna runt Rakovica är en mosaik av jordbruksmark och naturlig växtlighet.